# なまうま
『なまうま』（NAMA-UMA）とは、東日本（新潟･長野･静岡以東）のフジテレビ系列（一部局を除く）にて、2012年1月7日から12月22日まで、毎週土曜日25:05 - 25:35に放送されていた日曜競馬展望バラエティ番組である。全50回放送。
11月24日から最終回の12月22日まではフジテレビ、福島テレビ、テレビ静岡、長野放送では放送時間が15分拡大し、25:05 - 25:50に放送（後述）。『うまプロ!』の後番組。キャッチコピーは「KEIBA情報最前線バラエティー」（2011年12月25日放送の『みんなのKEIBA』では「究極予想バトル競馬番組」と発表されていた）。

## 概要
本番組は、前番組『うまプロ!』とは打って変わりほぼ生放送となる。番組コンセプトは「レース前日、究極の予想バトル」。日曜日の中央競馬のメインレースを分析し、競馬好き芸人、競馬好き女性タレント、競馬記者が自らの予想を披露する。これらのことから、当番組は前々身番組『みんなのウマ倶楽部』の「競馬記者予想バトル」と、前身番組『うまプロ!』の芸人予想企画の2つを取り混ぜたリニューアル番組である。なお、「なまうま」の「なま」には、「なま唾モノの馬券に役立つ最新情報」、「現場からのなまの声」、「なるべくなま放送を目指します」、「なまめかしい？スタジオ」の4つの意味がある。さらに放送中は視聴者からイマつぶに寄せられた予想もリアルタイムで画面下に表示される。おぎやはぎの2人は『みんなのウマ倶楽部』、『うまプロ!』に引き続き出演。また、AKB48のメンバーは篠田麻里子から宮澤佐江に交代となった。
しかしながら、当番組の柱であった予想バトルは札幌記念を持って終了となり、9月からは内容・出演者を一新。番組コンセプトを「初心者でも分かる競馬番組」に衣替えした。
11月24日放送分より最終回の12月22日まで、フジテレビ、福島テレビ、テレビ静岡、長野放送の4局はこれまでの30分枠終了後に15分拡大し、『AKBのガチ馬予想』を放送している。その他のネット局はこれまで通り30分の放送となった。
同日に放送された「有馬記念」の展望を最後に、姉妹番組である「みんなのKEIBA」の内容刷新や、番組メインだった宮澤佐江のSNH48移籍による事情も重なり番組は1年で終了となった。この枠の番組としては『うまなで〜UMA to NADESHIKO〜』（2007年・全49回）に次いで放送回数が2番目に少ない番組となっている。

## 出演者
最終回の「なまうまファミリー総出演での有馬記念予想」にて、レギュラーの5名に竹山・川島を加え、この7名が正式な「なまうまファミリー」であることが最終回の放送にて公表。

### レギュラー
- おぎやはぎ[6]（矢作兼、小木博明）-  後番組の『うまズキッ!』にも引き続き出演。
- 宮澤佐江[7]（AKB48→SNH48、1月8日よりサンケイスポーツ東京版にて当番組と連動した競馬予想コラムも開始[8]。3月4日より、『みんなのKEIBA』のコーナーレギュラーも務めていた。）
- 椋木宏[9]（競馬エイトキャプテントラックマン、「BSフジ競馬中継（BSフジ独自制作版）」解説者、地上波では『うまッチ』以来のレギュラー出演）
- 松尾翠[10][11]（当時フジテレビアナウンサー、『みんなのKEIBA』情報リポーター）

9月からはスタジオでの座席位置は画面向かって左より、椋木・松尾・小木・矢作・宮澤の順となっている。また、11月24日スタートの「AKBのガチ馬予想」のコーナーではおぎやはぎと宮澤の3人でMCを担当し、椋木と松尾は出演しない。

### なまうまガールズ
- 三樹レイカ
- 村上麻莉奈

開始当初は「競馬好きが集うサロン」に座っており、CM前にフリップを持って、明日の各競馬場の馬場状態や前日土曜日のラッキージョッキーなど、馬券予想に役立つ情報を伝えていたが、それらのミニコーナーがなくなり、後に予想陣の後方に座るようになる。更に9月よりリニューアルしたことにより、エンディングで次回の予告を告知するのみに留まっていた。そのため、最終回では一言も発言することがなかった。

### 準レギュラー
- 竹山隆範（カンニング）
- 川島明（麒麟、『競馬BEAT』準レギュラー[12]）

### 予想陣
小木と椋木は、単枠指定扱いでレギュラー。芸人枠・女子枠の予想陣は準レギュラーで週替わりで1名ずつの出演であるが、GIの中でも特に大一番となるレース（3歳クラシックや古馬長距離GI）に関しては芸人枠は竹山・川島、女子枠は今井・安田が登場することが多かった。また、芸人枠・女子枠の準レギュラー出演者は姉妹番組である『みんなのKEIBA』のGIレース当日のゲストとして出演する場合が多いが、そちらも竹山・川島・今井・安田の出演が多い。尚、第3シーズン終了を持って、小木と椋木を除き、芸人枠のメンバーは全員準レギュラーとしてではなく、ゲスト扱いとして出演。
小木枠
小木博明
予想の傾向として無敗馬を非常に重視する。また、馬券は配当よりも的中させることを重視し、中でも枠連買いを得意とする。ただし、小木は番組MCではないものの、後述の通り、各コーナーについては小木がメインであるものが多かった。

記者枠
椋木宏
買い目は通常は馬連、本命馬が断トツの人気である場合は馬単であることが多い。当番組の予想陣の中で圧倒的な回収率と安定感で、全シーズンで優勝を飾り、プロの格の違いを見せつけた。

芸人枠
- 竹山隆範（全シーズン参加）
- 川島明（全シーズン参加）
- 土屋伸之（ナイツ、第2シーズンのみの出演）
竹山、川島は基本的に一発逆転の穴狙い、土屋は本人いわく「本紙予想」と呼んでいるほど手堅く人気サイドである。芸人枠のローテーションの中心はあくまで番組開始時からの準レギュラーである竹山・川島で、基本的にこの両名の隔週出演であった。そのため、GIレースの前日予想を担当するのも原則として竹山・川島のどちらかで、土屋はGI以外のレース予想を担当し、登場頻度も竹山・川島よりも少なかった。尚、芸人枠で出演していた上記3名は「なまうま予想バトル」終了後も竹山を中心にそれぞれゲスト出演の機会があった。

女子枠
- 今井りか（全シーズン参加、UHB「ドラマチック競馬」・KBS京都「うまDOKI」MC、元「うまなで」MC）
- 砂岡春奈（番組内では「うまドル」の肩書きでの出演、第2シーズンまでの出演）
- 椎名友希（同上、第1シーズンのみの出演）
- 斎藤陽子（第2・第3シーズン出演、かつて『スーパー競馬』の司会を担当していた時期あり）
- 安田美沙子（同上、元KBS京都「うまDOKI」MC・元「うまなで」MC）
- 菜々緒（第3シーズンのみの出演、元「みんなのKEIBA」中山競馬場情報リポーター）
- ソンミ（第3シーズンのみの出演）

女子枠は全シーズン参加したのは今井のみであり、その他はシーズンごとにメンバーの入れ替わりが多かった。そのためローテーションも今井が中心であり、他は砂岡を除いては1-2度程度の出演となってしまっていて、後述のゲスト出演者の中にはそれらの出演者よりも出演回数が多いものもいた。砂岡、椎名は前番組の『うまプロ』内の企画「馬ドル発掘プロジェクト」のオーディションで勝ち抜き、「うまドル」として当番組にも出演することとなった。女子枠の出演者は芸人枠と違い、「なまうま予想バトル」終了後は一切当番組の出演がなかった。

### ナレーション
- 佐藤賢治

### ゲスト
スタジオには「競馬好きが集うサロン」というスペースが設けられており、特に断りがない限り、基本的にゲストはこのサロンにほぼ毎週登場する。主に当番組の出演者に関連した人物がゲスト出演する。
- 本田朋子（当時フジテレビアナウンサー、1月22日、4月22日）
- 木田優夫（当時北海道日本ハムファイターズ、1月29日）
- 梅田彩佳（AKB48、2月12日[15]、3月25日、6月10日、10月7日）
- 増田有華（2月12日[15]、3月25日）
- May J.（2月12日）
- 松本ヒロシ（競馬エイト、みんなのKEIBA解説者。2月19日）
- 周富徳（2月26日、罰ゲームの豪華中華料理調理人として出演。）
- 小沢一敬（スピードワゴン、VTRゲスト。3月11日）
- 谷岡慎一（フジテレビアナウンサー、3月11日[16]、4月15日[17]）
- スギちゃん（3月18日）
- 秋元才加（AKB48、3月25日）
- つば九郎（スワローズのマスコット、3月25日） - サロンには座らず、プロ野球開幕の宣伝で出演。
- 三田友梨佳（当時フジテレビアナウンサー、4月1日。松尾の代役MCとして出演）
- 福原直英（当時フジテレビアナウンサー、当時『みんなのKEIBA』MC、4月29日[18]、5月27日[19]、8月26日、VTRゲスト）
- マイケル・タバート（ハナズゴールオーナー、5月6日）
- 河西智美（AKB48、5月13日、5月20日、スタジオ出演。年7月8日、7月15日、VTR出演）
- 蛯名正義（JRA騎手、5月27日、「小木が行く」のコーナーで小木が直接インタビューを行った。8月5日、8月12日、8月19日、VTRゲスト。）
- 武豊（JRA騎手、5月27日、「小木が行く」のコーナーで小木が直接インタビューを行った。）
- 斉藤舞子（フジテレビアナウンサー、6月3日、松尾の代役MCとして出演）
- 福永一茂（当時フジテレビアナウンサー、6月3日、当日の安田記念の実況を担当）
- サンドウィッチマン（6月24日、前週の『みんなのKEIBA』にゲスト出演した際、WIN5を的中させたことから当番組にもゲスト出演が決まった）
- 福永祐一（当時JRA騎手、7月8日・15日、VTRゲスト）
- 川田将雅（同上）
- 平田修（JRA調教師、7月29日、VTRゲスト）
- 田辺裕信（JRA騎手、8月5日・12日、VTRゲスト）
- 佐野瑞樹（フジテレビアナウンサー、同上）
- 小林あゆみ（プロボウラー、同上）
- 長友光弘（響、8月12日、VTRゲスト）
- トリンドル玲奈[20]（8月19日に女子枠として出演）
- 優木まおみ（当時『みんなのKEIBA』MC、8月26日、9月2日、9月9日、VTRゲスト）
- 柴田英嗣（アンタッチャブル、8月26日、9月9日、9月16日、VTRゲスト）
- ヒデ（ペナルティ、9月2日・9日、VTRゲスト）
- 芹那（元『うまプロ』レギュラー、9月2日・9日・16日、VTRゲスト。9月30日、生放送ゲスト。予想バトル終了以降、出演頻度が多くなっている。）
- 井崎脩五郎（『みんなのKEIBA』解説者、9月9日、VTRゲスト）
- 岡安章介（ななめ45°、9月9日）
- 島田秀平（9月16日、VTRゲスト）
- トータルテンボス（『みんなのKEIBA』コーナーレギュラー。9月30日、生放送ゲスト。）

## コーナー
小木の早刷りチェック
小木がスポーツ報知、デイリースポーツ、東京中日スポーツ、サンケイスポーツの4紙のスポーツ紙の早刷り(早版)競馬記事を紹介するコーナー。ただし、小木は記事をあまり真面目には紹介せず、記事の見出しの揚げ足を取ることが多い。サンスポの記事が必ず最後であり（他の3紙の順番はランダム）、上述の宮澤の競馬予想コラムがほぼ毎回取り上げられる。また、松尾が当番組の企画（詳細は『なまうま予想バトル』の項「第2シーズン」参照）で夕刊フジにコラムを持つようになったことから、稀に夕刊フジの記事も取り上げられる場合がある。このコーナーは『うまプロ』生放送時においてもあったコーナーであり、当番組に引き継がれた。9月に大幅なリニューアルのあった中、唯一番組開始から続いていたコーナーである。
椋木キャップの調教診断
椋木がメインレースの有力馬の調教を解説するコーナー。
GIレース大討論会
GIレース開催週に行われる。基本的に競馬好き芸人中心に集まり、各々のGIレースの予想をプレゼンする。前番組の『うまプロ』でも度々行われていた企画である。

### 期間限定コーナー
AKBのガチ馬予想
4月29日より5月27日まで放送。当時行われていたJRAのキャンペーン『SMART! JRA』と連動したコーナー。毎週宮澤と小木が推薦したAKBメンバー1名（基本的に小嶋陽菜）の予想対決。結局、競馬番組のMCを務めていながら宮澤が1度も的中させられず最下位となり、6月3日放送分のエンディングで謝罪を行った。
また、11月24日より、フジテレビを含む4局で30分枠終了後に15分拡大し、ジャパンカップから有馬記念まで当企画を放送。毎週AKB48の各チームメンバーが1名ずつ出演（初週のチームKのみ2人）。予想が的中すれば、的中者は翌週も出演できるというルールとなっていた。
| 放送日       | レース名 | チームA    | チームK            | チームB              | 備考                            |
| ------------ | -------- | ---------- | ------------------ | -------------------- | ------------------------------- |
| 11月24日     | JC       | 仁藤萌乃   | 秋元才加、増田有華 | 梅田彩佳             |                                 |
| 累計ポイント |          | 0          | 5870               | 1010                 |                                 |
| 12月1日      | JCD      | 松井咲子   | 秋元才加           | 梅田彩佳             |                                 |
| 累計ポイント |          | 0          | 7860               | 1010                 |                                 |
| 12月8日      | 阪神JF   | 篠田麻里子 | 秋元才加           | 大家志津香           | 篠田、大家はVTR出演             |
| 累計ポイント |          | 0          | 7860               | 1010                 |                                 |
| 12月15日     | 朝日杯FS | 河西智美   | 倉持明日香         | 鈴木まりや(SNH48)    |                                 |
| 累計ポイント |          | 0          | 7860               | 1010                 |                                 |
| 12月22日     | 有馬記念 | 高橋みなみ | 仲谷明香、大島優子 | 小嶋陽菜、峯岸みなみ | 高橋、大島、小嶋、峯岸はVTR出演 |
| 累計ポイント |          | 0          | 10560              | 1010                 |                                 |

## 2012年8月までのコーナー

### レギュラーコーナー
なまうま予想バトル
当番組のメインコーナー。芸人枠、女子枠、記者枠、小木枠の4名が毎週投資金額1万円を使って、払戻金額の合計額を争う。1位には賞金、最下位には罰ゲーム。芸人枠、女子枠はそれぞれ毎週1名で週替わりである。

### 不定期コーナー
面白い競馬ダジャレ
2012年3月25日よりスタートした新コーナー。予想陣のうちの1人が競馬にちなんだダジャレを披露するコーナー。
小木が行く
小木が、なまうま予想バトル対象レース（原則としてGI）の有力馬の関係者の談話を紹介するコーナー。基本的に、共同記者会見のVTRに小木がさも現地で取材したかのようなナレーションを付加するもの。ただ、日本ダービー開催週では実際に美浦トレーニングセンターで取材を行い、蛯名正義と武豊へインタビューを行っている。しかしながら、自分のコーナーであるにもかかわらず、小木自身がこのコーナーの存在を忘れることも多く、隣に座っている椋木からVTRの振りを催促されることもある。
GI仮想実況
GIレース当日に放送。予想陣の予想を参考に小木やフジテレビアナウンサーなどが当日のGIレースの仮想実況をするコーナー。ただし、あくまでも仮想なので、当然実況者本人の私情が入った実況となる。

### 期間限定コーナー
真夏の芸人実況オリンピック
『みんなのKEIBA』との連動企画。競馬大好き芸人が5週連続で新潟メインレースを『みんなのKEIBA』の副音声で生実況する。メンバーは長友光弘（8月5日：レパードステークス）、大村朋宏（8月12日：関屋記念）、土屋伸之（8月19日：天の川ステークス）、柴田英嗣（8月26日：新潟2歳ステークス）、岡安章介（9月2日：新潟記念）。おぎやはぎが5人の実況を審査し、優勝を決める。優勝者の発表は9月9日に生放送で行われ、土屋の優勝となった。

## なまうま予想バトル

### 第1シーズン
シンザン記念からフェブラリーステークスまでの7レースで争う。
| レース名                       | 芸人枠       | 女子枠      | 小木枠       | 記者枠       | 備考                                                                 |
| ------------------------------ | ------------ | ----------- | ------------ | ------------ | -------------------------------------------------------------------- |
| シンザン記念                   | ×            | 4,000円的中 | ×            | 67,800円的中 | 芸人枠は竹山、女子枠は今井                                           |
| 京成杯                         | ×            | ×           | 18,500円的中 | ×            | 芸人枠は川島、女子枠は砂岡。他に宮澤の自腹馬券（馬連1820円）も的中。 |
| アメリカジョッキークラブカップ | ×            | ×           | 11,600円的中 | 19,500円的中 | 芸人枠は竹山、女子枠は椎名。他に宮澤の自腹馬券（馬連300円）も的中。  |
| 根岸ステークス                 | ×            | ×           | ×            | ×            | 芸人枠は川島、女子枠は砂岡                                           |
| 東京新聞杯                     | 28,290円的中 | ×           | ×            | ×            | 芸人枠は竹山、女子枠は椎名。なお椎名はこの日をもって降板。           |
| 京都記念                       | ×            | ×           | ×            | ×            | 芸人枠は川島、女子枠は砂岡                                           |
| フェブラリーステークス         | ×            | ×           | ×            | ×            | 芸人枠は竹山、女子枠は今井                                           |
| 最終結果                       | 28,290円     | 4,000円     | 30,100円     | 87,300円     |                                                                      |
| 順位                           | 3位          | 4位         | 2位          | 1位          |                                                                      |

- 1月15日放送分にて、1位は賞金10万円、最下位は全員に豪華な食事のおごりであることが発表。また、2月5日放送分にて、罰ゲームの豪華料理を調理するのは周富徳であることを発表。
- 椋木（記者枠）は、アメリカジョッキークラブカップ的中の時点で第1シーズンの回収率100％超えが決定。
- 番組開始当初の席順は左から芸人枠、女子枠、記者枠、小木枠の並びであったが、1月29日放送分より記者枠と小木枠の席順が逆になった。
- 2月5日、2月12日放送分で競馬好きが集うサロンに競馬好きという宮澤の実兄が出演。
- 芸人枠の川島、女子枠の砂岡・椎名は1度も的中がなかった。椎名は東京新聞杯の予想をもって降板となったため、当番組では1度も的中させることができなかった。
- 2月26日放送分で第1シーズンの罰ゲームを決行。罰ゲームの豪華中華料理の代金は1位の賞金と同じ10万円であった。尚、当日にスタジオに不在だった竹山、今井、椎名、更に今回の罰ゲームの発案者である宮澤は、料理を食べることができなかった。

### 第2シーズン
中山記念から皐月賞までの8レースで争う。
| レース名             | 芸人枠       | 女子枠       | 小木枠      | 記者枠       | 備考                                                                                   |
| -------------------- | ------------ | ------------ | ----------- | ------------ | -------------------------------------------------------------------------------------- |
| 中山記念             | ×            | ×            | ×           | 61,700円的中 | 芸人枠は川島、女子枠は砂岡                                                             |
| 弥生賞               | ×            | ×            | ×           | ×            | 芸人枠は土屋、女子枠は砂岡                                                             |
| フィリーズレビュー   | 54,000円的中 | 81,000円的中 | ×           | 27,000円的中 | 芸人枠は土屋、女子枠は砂岡。なお砂岡はこの日をもって降板。                             |
| スプリングステークス | ×            | 18,300円的中 | 7,600円的中 | ×            | 芸人枠は竹山、女子枠は今井                                                             |
| 高松宮記念           | ×            | 10,700円的中 | ×           | 19,000円的中 | 芸人枠は川島、女子枠は今井。他に宮澤の自腹馬券（馬連950円）も的中。                    |
| 大阪杯               | ×            | 49,500円的中 | ×           | 38,800円的中 | 芸人枠は土屋、女子枠は斎藤。他に宮澤の自腹馬券（馬連990円）も的中。                    |
| 桜花賞               | ×            | ×            | ×           | 37,000円的中 | 芸人枠は竹山、女子枠は安田。他に宮澤の自腹馬券（馬連1850円）も的中。                   |
| 皐月賞               | ×            | ×            | ×           | ×            | 芸人枠は川島、女子枠は今井。予想陣は的中が無く、宮澤の自腹馬券（馬連1220円）のみ的中。 |
| 最終結果             | 54,000円     | 159,500円    | 7,600円     | 183,500円    |                                                                                        |
| 順位                 | 3位          | 2位          | 4位         | 1位          |                                                                                        |

- 2月26日放送分は開始初の生放送ではなく、撮って出しによる放送であった。そのため、小木の早刷りチェックやイマつぶの画面下テロップなどはなく、また競馬好きが集うサロンは周富徳の調理場に代わっていた。
- 3月4日放送分で芸人枠に土屋が初登場。また、砂岡が2週連続出演。準レギュラー出演者が2週連続で出演するのは砂岡が初。
- 3月11日放送分は予想バトルのスタジオ収録はなく、印、及び買い目は4分割画面表示のみであった。芸人枠・女子枠は前週出演の土屋・砂岡がそのままスライドした。
- 同日のフィリーズレビューの的中で女子枠と記者枠の回収率100％超えが確定。記者枠は2シーズン連続の回収率100％超え。なお、砂岡はフィリーズレビューの予想をもって降板となったため、当番組においては文字通り「最初で最後の」的中となった。
- 4月1日放送分では松尾がドバイワールドカップ取材のため、三田が松尾の代役として出演。また、女子枠に斎藤陽子が初登場。
- 4月8日放送分で女子枠に安田が初登場。また、小木の早刷りチェックではレギュラー4紙の他に4月6日発行分より競馬エイトが新創刊したことに伴い、普段は紹介しない競馬エイトの紙面を椋木が加わり紹介した。
- 記者枠が2シーズン連続の優勝を果たした。
- 芸人枠の竹山・川島は第2シーズンで1度も的中がなかった。なお川島は第1シーズンでも的中がないため、番組が始まってからもまだ1度も的中がなかった。
- 小木枠の小木が最下位になり、罰ゲームを受けることになった。小木の罰ゲームは視聴者からイマつぶに寄せられた物の中からスタッフが選び、ルーレットにより「佐江と松尾を競馬界に売り込む」[22]に決定した。そして5月6日放送分で小木の罰ゲームの模様が放送され、最初は宮澤が連載を持っているサンスポに松尾も抱き合わせで連載を持たせるように画策し、これは却下されたものの、同系列の夕刊フジで松尾の連載コラムが始まることが決定。初回連載は5月12日発行分からで、その紙面については小木の早刷りチェックでも紹介された。

### 第3シーズン
フローラステークスから宝塚記念までの10レースで争う。本シーズンがなまうま予想バトルの最終シーズンとなった。
| レース名             | 芸人枠 | 女子枠       | 小木枠       | 記者枠       | 備考                                                                         |
| -------------------- | ------ | ------------ | ------------ | ------------ | ---------------------------------------------------------------------------- |
| フローラステークス   | ×      | ×            | ×            | 14,600円的中 | 芸人枠は川島、女子枠は菜々緒。他に宮澤の自腹馬券も的中。                     |
| 天皇賞（春）         | ×      | ×            | ×            | ×            | 芸人枠は竹山、女子枠は今井。                                                 |
| NHKマイルカップ      | ×      | ×            | ×            | 21,000円的中 | 芸人枠は川島、女子枠は斎藤。                                                 |
| ヴィクトリアマイル   | ×      | ×            | ×            | ×            | 芸人枠は竹山、女子枠は今井。                                                 |
| オークス             | ×      | 19,000円的中 | ×            | ×            | 芸人枠は川島、女子枠は今井。他に宮澤の自腹馬券（馬連820円）も的中            |
| 日本ダービー         | ×      | ×            | 39,000円的中 | ×            | 芸人枠は竹山、女子枠は安田。他に宮澤の自腹馬券と矢作の番外予想（本命）が的中 |
| 安田記念             | ×      | ×            | ×            | ×            | 芸人枠は川島、女子枠は今井。                                                 |
| エプソムカップ       | ×      | ×            | 19,200円的中 | ×            | 芸人枠は竹山、女子枠はソンミ。                                               |
| マーメイドステークス | ×      | 34,400円的中 | ×            | 51,600円的中 | 芸人枠は川島、女子枠は斎藤。                                                 |
| 宝塚記念             | ×      | ×            | ×            | ×            | 芸人枠は竹山、女子枠は今井。                                                 |
| 最終結果             | 0円    | 53,400円     | 58,200円     | 87,200円     |                                                                              |
| 順位                 | 4位    | 3位          | 2位          | 1位          |                                                                              |

- 第2シーズンまでは予想バトルの前に先週の勝負レースのハイライトや現時点での順位を伝えていたが、第3シーズンからはそれらは省略された。
- 4月22日放送分にて、女子枠に2011年まで『みんなのKEIBA』レギュラーであった菜々緒が初登場。
- 天皇賞（春）で、4人の本命馬が初めて全員一致（オルフェーヴル）となった。ただ、この後のレースで4人の本命馬が全員一致することはなく、これが最初で最後となった。
- オークスでの椋木と小木の買い目が同一であった。結果は上記の通り、共に的中できなかった。
- 6月10日放送分で、女子枠にソンミが初登場。
- 6月17日放送分で、この時点でまだ1度も的中がなく10連敗中の川島の救済企画として「川島のウラ予想」という企画を行った。川島が勝負レース以外の他場のメイン2レースの本命馬を紹介した。結果は、3レースとも的中できず、連敗が続くだけとなった。更に川島の第3シーズンでの出演はこれが最後となったため、番組開始から全シーズン的中なし（11連敗）となった（ただし、後述の通り、川島は最後の出演で馬券を的中させている）。
- 記者枠が無傷の3連覇を達成した。また、最下位は1度も的中させることができなかった芸人枠となった。尚、1位が回収率100％を切るのも、最下位が0円回収であるのも、第3シーズンが初となった。
- 本来であれば、最下位の芸人枠が罰ゲームを行うはずであったが、リニューアルで予想バトルが終了したことから、行われなくなった。

### 予想バトル泣きの1回勝負
| レース名       | 芸人枠       | 女子枠 | 小木枠 | 記者枠       | 備考                       |
| -------------- | ------------ | ------ | ------ | ------------ | -------------------------- |
| ラジオNIKKEI賞 | 57,600円的中 | ×      | ×      | 27,000円的中 | 芸人枠は川島、女子枠は今井 |
| 結果           | 57,600円     | 0円    | 0円    | 27,000円     |                            |

- これまで1度も的中がなく11連敗中であった川島のために特別に用意された予想バトル。川島がこのラジオNIKKEI賞でようやく初の的中となった。ただし、この予想バトルはシーズン戦には含まれず、1位をとっても賞金は出ないため、シーズン戦においては最後まで川島は未勝利となった。

### 札幌記念
| レース名 | 芸人枠 | 女子枠 | 小木枠       | 記者枠       | 備考                             |
| -------- | ------ | ------ | ------------ | ------------ | -------------------------------- |
| 札幌記念 | ×      | ×      | 27,500円的中 | 38,400円的中 | 芸人枠は竹山、女子枠はトリンドル |
| 結果     | 0円    | 0円    | 27,500円     | 38,400円     |                                  |

- 札幌記念は夏競馬唯一のGIIかつ最大の注目レースと言うことで行われた予想バトル。通常の予想バトル同様、生放送で行われた。ただし、「泣きの1回勝負」同様にシーズン戦には含まれず、小木の早刷りチェックも行わなかった。尚、本レースを持って、なまうま予想バトルは終了した。

### 公式サイトの出演者予想について
なまうま予想バトル実施時は公式サイトには芸人枠・女子枠・記者枠・小木枠、更に予想バトルには参戦しなかったが、宮澤も毎週予想は行っており、「AKB48宮澤佐江の自腹馬券」として、以上5名の予想を公開していた。当初はエンディングでも自分の予想を披露していたが、上記の通り3月から『みんなのKEIBA』で宮澤のレギュラーコーナーがスタートしたことから、テレビ放送における予想の披露はそちらに移行した。矢作は原則として予想は行わないが、稀にGIレースにおいて番外予想として予想を行う場合があった。矢作の予想は本命馬のみで買い目の披露は行わなかった。
予想バトル終了以降、公式サイトで公開される予想は矢作・小木・宮澤・椋木の4名となり、レギュラーでは松尾のみ予想を公開しない。また、買い目まで披露するのは予想バトルに参戦していた小木と椋木の2人で、矢作と宮澤は印のみで買い目は原則として披露しない。

## ネット局と放送時間
| 放送地域   | 放送局           | 放送時間                   | 備考                                                |
| ---------- | ---------------- | -------------------------- | --------------------------------------------------- |
| 関東広域圏 | フジテレビジョン | 土曜日25:05 - 25:35（JST） | 制作局                                              |
| 北海道     | 北海道文化放送   | 土曜日25:05 - 25:35（JST） |                                                     |
| 宮城県     | 仙台放送         | 土曜日25:05 - 25:35（JST） | 第12回（3月25日放送）までデジタル・アナログ同時放送 |
| 福島県     | 福島テレビ       | 土曜日25:05 - 25:35（JST） | 第12回（3月25日放送）までデジタル・アナログ同時放送 |
| 新潟県     | 新潟総合テレビ   | 土曜日25:05 - 25:35（JST） |                                                     |
| 長野県     | 長野放送         | 土曜日25:05 - 25:35（JST） |                                                     |
| 静岡県     | テレビ静岡       | 土曜日25:05 - 25:35（JST） |                                                     |

なまうまガールズの村上麻莉奈の出身地である熊本県（テレビ熊本）では放送されていない。

## エンディングテーマ
2012年1月-2012年6月
May J.「RAINBOW」
2012年7月-
fumika「Superstar」